# Graptopetalum rusbyi
Graptopetalum rusbyi és una espècie de planta suculenta del gènere Graptopetalum, de la família de les Crassulaceae.

## Descripció
És una planta suculent perenne, glabra, que forma rosetes de fulles carnoses. L'arrel principal és gruixuda, de fins a 8 mm de diàmetre. Tiges erectes, curtes, d'1,5 cm, ramificant-se per sota de la roseta.
Roseta aplanada, de 2 a 6 cm de diàmetre, amb 10 a 35 fulles apretades, normalment formant estores.
Fulles ròmbiques d'obovades a oblanceolades, agudes, de 1,5 a 5 cm de llarg, 0,6 a 1,5 cm d'ample i 1 a 5 mm de gruix, de color verd pàl·lid o vermellós a violeta, mucró d'1 a 3 mm, com a mínim la meitat superior de les fulles papil·loses.
Inflorescències de 4 a 17 cm, de color rosa o violeta, tirs amb 2 a 5 ramificacions normalment en ziga-zaga, amb branques de 1 a 9 cm de llargada, amb 2 a 9 flors.
Les flors amb forma d'estrella de 5, 6 o 7 puntes, amb pètals estretament triangular-lanceolats, de 7 a 10,5 mm de larg i 1,2 - 2 mm d'ample, de color blanc groguenc (blanc o verdós), amb 6 a 8 ratlles creuades de color vermell fosc, més visibles i més denses cap a l'àpex.

## Distribució
Espècie endèmica del centre i sud de l'estat d'Arizona, als Estats Units, i dels estats de Sonora, Chihuahua (oest), Sinaloa (nord-oest) de Mèxic. Creix als vessants i penya-segats ombrejats exposats al nord, fins a 1600 m. d'altitud.

## Taxonomia
Graptopetalum rusbyi va ser descrita per Rose, Joseph Nelson i publicada a Addisonia; colored illustrations and popular . . . 9(2): 31. 1924.

### Etimologia
Graptopetalum: nom genèric que deriva de les paraules gregues: γραπτός (graptos) per a "escrits", pintats i πέταλον (petalon) per a "pètals" on es refereix als pètals generalment tacats.
rusbyi: epítet atorgat en honor del botànic nord-americà Henry Hurd Rusby.

### Sinonímia
- Cotyledon rusbyi  Greene (1883) / Dudleya rusbyi  (Greene) Britton & Rose (1903) / Echeveria rusbyi  (Greene)  Nelson & Macbride (1913)

- Graptopetalum orpetii   E. Walther (1930)

- Graptopetalum sinaloensis Aviña et al., 2020